# 키치너 (온타리오주)

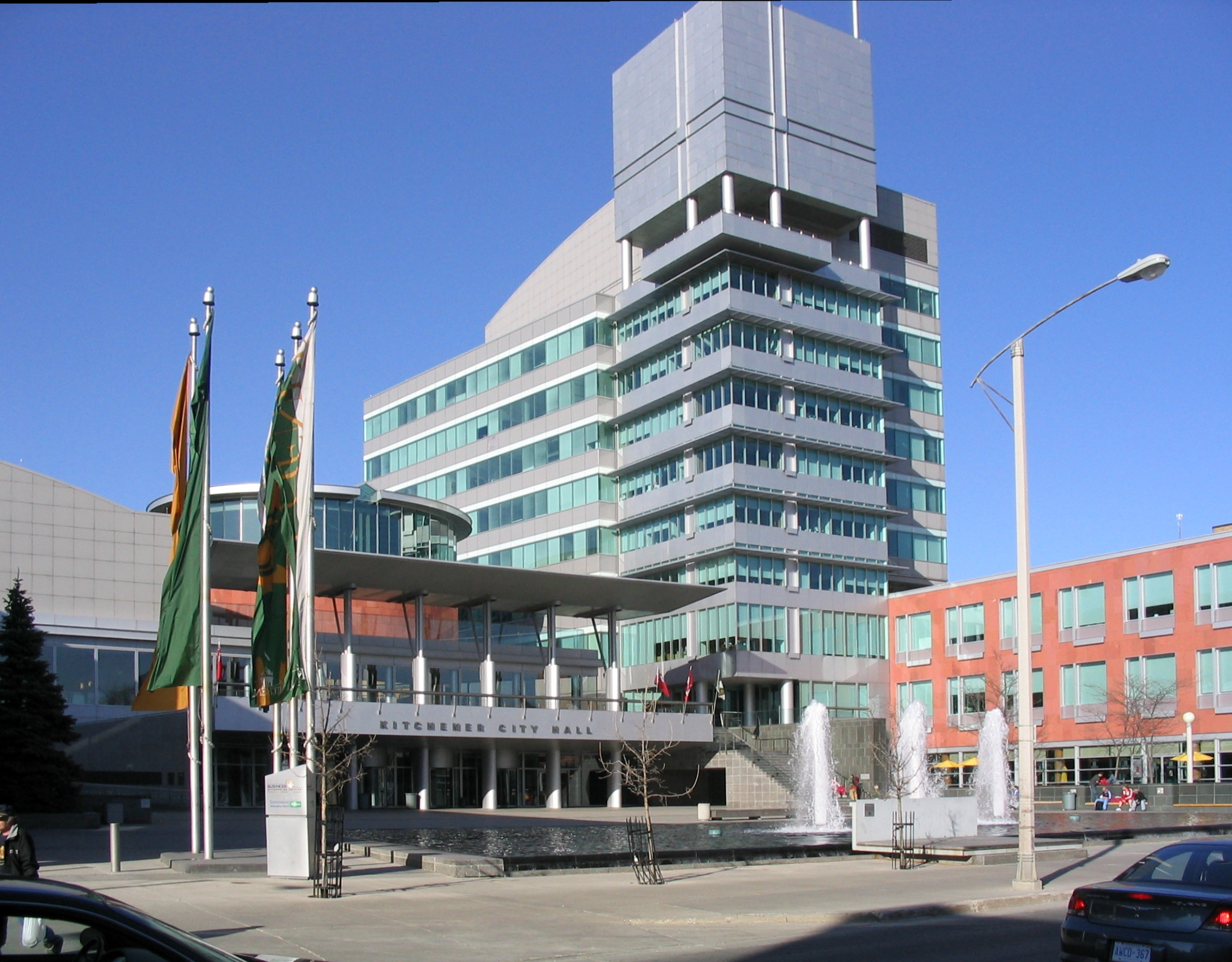
1993년 완공된 현재의 '키치너' 시청사.

키치너 (Kitchener)는 캐나다 온타리오주에 있는 도시로, 워털루 광역자치구의 세 도시 중 한 곳이자 구청 소재지이기도 하다. 키치너는 토론토에서 100km가량 서쪽으로 떨어져 있다. 키치너는 독일 이민자들의 영향으로 1916년까지만 해도 베를린으로 알려져 있었다. 키치너는 2016년 기준 면적이 136.86km2이고 인구가 233,222명이다. 키치너는 워털루와 함께 쌍둥이 도시를 이루고 있으며 두 도시를 "키치너 워털루" (Kitchener-Waterloo, K-W)라고 부른다. 이 키치너 워털루 지역은 캐나다에서 열 번째로 가장 큰 광역 도시이자 온타리오주에서는 네 번째로 가장 큰 지역이다.
제조업이 중심이 되었던 키치너는 금융, 제약, 과학기술 및 디지털 미디어 등을 통해 경제의 다변화를 추구하고 있으며 키치너 시내는 지난 십여 년 동안 도시재생 사업으로 원도심 활성화에 노력을 기울이고 있다. 또한 2019년에 온타리오주에 처음으로 개통한 경전철 노선인 아이온 경전철이 도시의 대중교통을 많이 바꾸어놓았고 토론토로 운행하는 GO 트랜싯의 키치너선 통근열차의 매일 상시 운행을 위한 선로 개량이 이루어지고 있어서 앞으로 지속적인 성장이 예상된다.

## 지리 및 기후

### 지리
키치너는 온타리오주 남서부의 세인트로렌스 저지대에 있다. 이 지질 기후 지역은 습한 기후의 토양과 낙엽수림이 특징으로, 그랜드강 계곡에 위치한 이 지역은 대개 해발 300m가 넘는다.
키치너는 그랜드강 유역에서 가장 큰 도시이자 할디만드 지역에서 가장 큰 도시이기도 하다. 도시 서쪽에는 윌모트 타운십의 베이든힐과 인접해있다. 이 지역에 형성된 빙퇴구는 근처에서 해발이 가장 높은 곳이기도 하다. 그 외 중요한 빙하 특징으로는 이 지역을 스쳐 지나가는 워털루 빙퇴석으로, 이 빙퇴석은 상당한 양의 자분정을 지니고 있으며 도시 전체의 식수 대부분이 여기서 흘러온다. 이 정착지의 첫 이름이었던 샌드힐스 (Sandhills)는 빙퇴석의 고지를 제대로 표현한 이름이라고 할 수 있다.

### 기후
키치너는 온열 하계형의 습윤 대륙성 기후로 쾨펜의 기후 구분에서는 Dfb에 속한다. 계절 차가 매우 큰 편으로 여름에는 따뜻하고 습하며 겨울에는 춥고 가끔 매우 추울 때도 있다. 겨울 날씨는 12월 중순부터 3월 중순까지 지속하며, 여름 날씨는 일반적으로 5월 중순에서 9월 말까지 이어진다.
2012년 3월 16일부터 22일까지 키치너 역사상 겨울 최고 기온을 기록하였는데, 7일 연속으로 낮 기온이 21.4도에서 27도를 기록하였다. 3월 19일 낮 최고 기온인 24도는 겨울 최고 기온을 경신하였고 3월 22일 기온인 27도는 3월 최고 기온을 기록하였다.
연중 기온으로 여름에는 30도가 넘고 겨울에는 영하 20도 밑으로 내려가는 경우가 몇 차례 있지만, 극한 온도가 장기간에 걸쳐 나타나는 경우는 드물다. 키치너는 일 년에 얼음이 끼지 않는 날이 147일로, 오대호의 다른 도시에 비해 내륙에 있고 고도가 높기 때문에 적은 편이다. 연 강설량은 160cm로 많은 편이지만 호수의 영향으로 눈이 많이 오는 다른 곳처럼 많은 편은 아니다.
키치너에서 관측 사상 최고 기온은 1918년 8월 6-7일 및 1941년 7월 27일에 기록된 38.3도이다. 관측 사상 최저 기온은 2015년 2월 15일에 기록된 영하 34.1도이다.
| 키치너의 기후                                                                                             | 키치너의 기후 | 키치너의 기후 | 키치너의 기후 | 키치너의 기후 | 키치너의 기후 | 키치너의 기후 | 키치너의 기후 | 키치너의 기후 | 키치너의 기후 | 키치너의 기후 | 키치너의 기후 | 키치너의 기후 | 키치너의 기후 |
| 월 | 1월           | 2월           | 3월           | 4월           | 5월           | 6월           | 7월           | 8월           | 9월           | 10월          | 11월          | 12월          | 연간          |
| --- | ------------- | ------------- | ------------- | ------------- | ------------- | ------------- | ------------- | ------------- | ------------- | ------------- | ------------- | ------------- | ------------- |
| 역대 최고 기온 °C (°F)                                                                                    | 14.9 (58.8)   | 16.8 (62.2)   | 26.5 (79.7)   | 30.0 (86.0)   | 33.3 (91.9)   | 36.7 (98.1)   | 38.3 (100.9)  | 38.3 (100.9)  | 36.7 (98.1)   | 31.1 (88.0)   | 25.0 (77.0)   | 18.7 (65.7)   | 38.3 (100.9)  |
| 일평균 최고 기온 °C (°F)                                                                                  | −2.3 (27.9)   | −1.4 (29.5)   | 4.1 (39.4)    | 11.6 (52.9)   | 19.0 (66.2)   | 24.1 (75.4)   | 26.6 (79.9)   | 25.5 (77.9)   | 21.6 (70.9)   | 14.1 (57.4)   | 6.8 (44.2)    | 0.7 (33.3)    | 12.5 (54.5)   |
| 일일 평균 기온 °C (°F)                                                                                    | −6.3 (20.7)   | −5.9 (21.4)   | −0.8 (30.6)   | 5.9 (42.6)    | 12.6 (54.7)   | 17.8 (64.0)   | 20.2 (68.4)   | 19.1 (66.4)   | 15.2 (59.4)   | 8.8 (47.8)    | 2.6 (36.7)    | −2.8 (27.0)   | 7.2 (45.0)    |
| 일평균 최저 기온 °C (°F)                                                                                  | −10.3 (13.5)  | −10.3 (13.5)  | −5.6 (21.9)   | 0.1 (32.2)    | 6.2 (43.2)    | 11.5 (52.7)   | 13.7 (56.7)   | 12.7 (54.9)   | 8.7 (47.7)    | 3.4 (38.1)    | −1.6 (29.1)   | −6.3 (20.7)   | 1.9 (35.4)    |
| 역대 최저 기온 °C (°F)                                                                                    | −31.9 (−25.4) | −34.1 (−29.4) | −29.4 (−20.9) | −17.8 (0.0)   | −6.1 (21.0)   | −1.1 (30.0)   | 4.2 (39.6)    | 1.1 (34.0)    | −3.7 (25.3)   | −10.6 (12.9)  | −18.9 (−2.0)  | −28.3 (−18.9) | −34.1 (−29.4) |
| 평균 강수량 mm (인치)                                                                                     | 66.3 (2.61)   | 46.1 (1.81)   | 57.0 (2.24)   | 81.2 (3.20)   | 80.2 (3.16)   | 80.5 (3.17)   | 96.2 (3.79)   | 67.2 (2.65)   | 75.2 (2.96)   | 71.0 (2.80)   | 74.9 (2.95)   | 54.9 (2.16)   | 850.6 (33.49) |
| 평균 강우량 mm (인치)                                                                                     | 28.7 (1.13)   | 29.7 (1.17)   | 36.8 (1.45)   | 68.0 (2.68)   | 81.8 (3.22)   | 82.4 (3.24)   | 98.6 (3.88)   | 83.9 (3.30)   | 87.8 (3.46)   | 66.1 (2.60)   | 75.0 (2.95)   | 38.0 (1.50)   | 776.8 (30.58) |
| 평균 강설량 cm (인치)                                                                                     | 43.7 (17.2)   | 30.3 (11.9)   | 26.5 (10.4)   | 7.3 (2.9)     | 0.4 (0.2)     | 0.0 (0.0)     | 0.0 (0.0)     | 0.0 (0.0)     | 0.0 (0.0)     | 1.4 (0.6)     | 13.0 (5.1)    | 37.2 (14.6)   | 159.7 (62.9)  |
| 평균 강수일수 (≥ 0.2 mm)                                                                                  | 17.7          | 12.9          | 13.2          | 13.5          | 13.4          | 12.7          | 13.2          | 11.2          | 12.0          | 14.7          | 14.8          | 15.0          | 164.0         |
| 평균 강우일수 (≥ 0.2 mm)                                                                                  | 5.6           | 5.0           | 6.9           | 11.5          | 12.4          | 12.0          | 10.6          | 10.7          | 12.2          | 13.7          | 11.6          | 6.9           | 118.7         |
| 평균 강설일수 (≥ 0.2 cm)                                                                                  | 16.1          | 11.9          | 9.0           | 3.3           | 0.18          | 0.0           | 0.0           | 0.0           | 0.0           | 0.91          | 6.5           | 14.4          | 62.2          |
| 평균 상대 습도 (%)                                                                                        | 86.4          | 83.4          | 84.8          | 84.4          | 84.7          | 87.0          | 90.1          | 93.6          | 94.3          | 90.6          | 87.6          | 87.1          | 87.8          |
| 출처: 캐나다 환경기후변화부 (평년값: 1991년~2020년, 극값: 1914년~현재, 강우/강설/상대습도: 1981년~2010년) |               |               |               |               |               |               |               |               |               |               |               |               |               |

## 역사

### 중립 원주민과 이로쿼이 연맹
온타리오주 남부에 처음 정착한 사람들은 11,000년 전으로 거슬러 올라가지만 이 지역에 처음 정착한 흔적은 1500년대에 중립 원주민들이 정착하면서였다. 키치너의 휴론자연구역에서 작은 마을의 흔적이 발견되었는데, 그랜드강과 인접해있던 이 지역은 낚시와 수렵에 더없이 적당했던 곳이였다. 이들이 "중립"이라고 불리게 된 건 북미의 호전적인 부족들 속에서 중립을 지키며 이들을 중재하였기 때문이다. 하지만 1780년대에 들어서서 이로쿼이 연맹이 자리를 잡게 되었고 중립 원주민들의 수는 줄어만 갔다.
1784년 미국 혁명 당시, 영국은 전쟁에서 같이 싸운 대가로 이로쿼이 연맹에게 그랜드강 유역 240,000km2의 땅을 건네주었다. 1796년부터 1798년까지 이로쿼이 연맹은 이 중 38,000km2를 영국 왕당파인 리처드 비즐리 대령에게 매각하였다. 비즐리가 매입한 부지는 펜실베이니아주 메노파 교도들이 큰 관심을 두고 있었는데, 종교적 박해 없이 자신의 신념을 실현할 수 있는 곳을 찾고 있었던 메노파 신도들은 비즐리가 분양하지 못한 땅을 모두 매입해서 농장 160개를 일구었다.

### 초기 정착 (1800 - 1850년)
1803년 11월, 펜실베이니아 더치로 알려진 독일계 메노파 이주민들은 메노파 독일계 회사로부터 그랜드강의 원주민 부지 대부분을 포함한 242km2의 토지를 매입하였다. 초기 농장들은 면적이 대부분 1.6km2 이상으로 매우 넓었다. 비즐리에게 지불할 현금은 무장 경비원의 도움을 받아 현금을 맥주 통에 담아 펜실베이니아에서 마차를 타고 도착하였다. 한편 토지를 다수 매입하고 나서 돈이 바닥난 메노파 회사는 재정적 어려움에 부닥쳤다.
1800년대 베를린에 첫 건물이 지어졌고 이후 몇몇 독일계 가족들이 샌드힐스로 알려진 북쪽으로 쉽지 않은 이주를 감행했다. 강과 개울, 빙퇴석, 습지로 이루어졌던 이 지역의 대부분은 농지와 도로로 개간하였고 한때 수만 마리의 야생 비둘기들이 서식하던 이 지역은 개발이 이루어지면서 자취를 감추었다. 1800년대에 도착한 메노파 가문 중 하나는 슈나이더가로, 그는 1820년에 오늘날의 퀸가 남쪽에 비포장도로를 짓고 농장을 개간한 다음 목조 주택을 지었다. 슈나이더의 도로로 알려진 이 비포장 도로는 베를린의 첫 도로가 되었으며 이는 이후의 베를린의 중심가로 자리잡았다. 슈나이더의 주택은 몇 차례의 보수 공사를 거쳐 오늘날에는 박물관으로 활용되고 있다.
메노파 정착민 중 또다른 주요 인물은 메노파 전도사이자 주교인 벤저민 에비로 1806년 펜실베이니아주 랭커스터 카운티에서 이주해 1811년에 메노파 회당을 지어 학당 및 종교 시설의 역할을 수행해냈다. 이 회당은 규모가 점점 커지면서 1834년에 스털링 애비뉴에 페어잠룽스하우스 (Versammlungshaus) 라고 불리는 새로운 회당이 지어졌고 같은 해에 프레더릭가에 학당을 건설하였다. 그는 1830년에 들어서서 베를린의 부지를 매입하기 시작했는데, 에비타운 (Ebytown)으로 알려진 이 동네는 오늘날의 퀸가 남동쪽에 있었다. 에비타운은 제조업자들을 우대했는데, 1829년 내지는 30년에 제이컵 호프만이 에비타운에 처음으로 정착해 가구 공장을 지었고, 약사이자 화학자였던 존 에비는 1820년에 펜실베이니아주에서 도착해 이후 에비가로 알려진 도로 서쪽에 상점을 개장하였다. 이후 정착민들이 에비타운 및 베를린에 자리잡는 것을 돕기 위해 건축 모임을 결성해 통나무집을 짓는 것을 도와주었다. 1820년대 당시 지독한 흉작으로 펜실베이니아주에서 이주한 사람들이 늘어났다.
베를린 마을 중심가는 1830년에 피니어스 바넘이 조지프 슈나이더로부터 토지를 임대받아 대장간을 열었고 이후 몇 년 뒤에 호텔인 왈퍼 하우스가 지어졌다. 같은 시기에 선술집과 상점 또한 문을 열었고 이 당시 베를린은 작은 촌락에 불과하였다. 1846년 캐나다 지명 사전에 따르면 베를린은 "주로 독일인으로 구성된 400여 명이 거주하는 마을로, 《저먼 캐네디언》이라는 신문이 유통되었고 루터파 회당이 있었다. 우체국은 1주일에 두 번씩 우편을 배달하였고 마을에는 일반 의사 한 명과 외과 의사 한 명, 변호사 한 명, 상점 세 곳, 양조장 한 곳, 인쇄소 한 곳, 선술집 두 곳, 펌프 제조업자 한 명, 대장장이 두 명이 있었다"고 기술하였다. 워털루 카운티보다 규모가 작은 워털루 타운십은 주로 펜실베이니아 메노파와 독일에서 정착금을 들고 건너온 이주민들이 거주하였고 당시 대부분은 영어를 할 줄 몰랐다. 이곳에는 제분소 여덟 곳과 제재소 스무 곳이 있었고 1841년에는 타운십의 인구는 4,424명에 달했다.

### 카운티 청사 소재지 (1850년 - 1880년)
워털루 통합 카운티에 속해있었던 1853년에 웰링턴, 그레이, 워털루로 분리하여 베를린이 카운티 청사 소재지가 되었다. 골트와 베를린 사이에 카운티 청사를 어디에 유치해야 하는지 쟁쟁한 토론이 오갔는데, 소재지가 되려면 법원과 감옥을 지어야 했다. 지역 상인 조지프 고켈이 오늘날의 퀸과 위버에 관공서 건물이 입주할 부지를 기증해 작은 마을에 불과했던 골트보다 베를린이 우위를 점했다. 법원은 오늘날의 퀸과 위버에 지어졌고 감옥도 몇 달 안에 지어졌다. 카운티 청사에서의 첫 회의는 1853년 1월 24일에 카운티가 발족하면서 개회하였다. 워털루 카운티 감옥은 워털루 지역에서 가장 오래된 관공서로, 총독 관저는 빅토리아 왕조 중기의 이탈리아 빌라 양식으로 1878년에 지어졌다. 이 두 건물은 여러 차례의 보수 공사를 거쳐 1981년에 캐나다의 사적으로 등록되었다.
베를린이 카운티 청사 소재지로 거듭나면서 기업 몇 군데도 유치하였다. 1853년에는 그랜드 트렁크 텔레그래프사가 베를린에 전신주를 짓고 몇 달 뒤에는 휴론 & 토론토 철도회사에서 동부와 남부 지역을 잇는 노선 측량에 돌입하였다. 철도회사는 이후 베를린 서쪽에 새로운 역을 짓기 위해 서부 지역도 측량하였다. 그랜드 트렁크 텔레그래프 대표로 지명된 헨리 보우먼과 다른 기업 대표는 웨스트 위버가에 철도역을 지을 부지를 철도회사에 기증하였다. 그랜드 트렁크 철도가 사니아에서 베를린을 지나 토론토까지 1856년 7월 1일에 개통하여 이 연선에 산업혁명을 불러일으켰다.
그랜드 트렁크 철도의 개통으로 베를린은 고립된 내륙 정착지에서 유럽에서 건너온 정착민들의 관문 도시로 거듭났다. 퀘벡에서 베를린까지 매일 철도가 운행함에 따라 독일에서 건너온 이민자들로 베를린의 인구는 계속 증가하였다. 1871년 기준 베를린의 인구 73%는 독일계였으며 30%는 독일에서 태어났다. 이 당시 독일에서는 프로이센-프랑스 전쟁이 끝나고 독일이 통일되면서 정치적, 사회적 혼란이 가중되면서 독일을 뜨려는 사람들이 많았다. 1846년부터 1860년까지 독일인 47,829명이 퀘벡을 통해 도착하였고 이중 15,000명 넘게 캐나다에 정착하게 되었다.

### 시 승격 (1880년 - 1912년)
산업화로 경제 성장을 거듭한 베를린은 1880년대와 90년대에 상공회의소와 긴밀한 협의를 통해 기업세 면제와 기업 유치 지원금 등을 통해 지역 내 기업 유치에 성공하였다. 상공회의소는 기업 유치 뿐만 아니라 쟁어페스트 (Sängerfest) 가요제와 각종 독일 문화행사에 적극 지원하였다. 1905년에는 "메이드 인 베를린" 박람회를 개최하여 베를린에서 생산한 물건들을 적극 홍보하였다. 한편 1880년부터 1912년까지 베를린으로의 이민은 줄어들었지만 1871년에 3,000명에 불과했던 마을 인구가 20세기에 들어서서 9,696명으로 급증하면서 1907년에 들어서서는 주택 공급이 수요를 따라잡지 못했다. 이에 따라 집값이 치솟았고 집값을 감당할 수 없었던 몇몇 베를린 주민들은 한 지붕에 여러 가족이 모여 살게 되었으며 한 가구에 최대 여섯 가족이 살기도 하였다. 1911년에 들어서서 베를린의 인구는 15,000명을 넘어섰고 1912년 7월 17일에는 시로 승격되었다.
독일 정체성이 깃든 베를린에 대해 자랑스러워했던 베를린 주민들은 십시일반 돈을 모아 1897년에 카이저 빌헬름 1세 동상을 세웠다. 또한 대영 제국에 자긍심을 가졌던 주민들은 1901년 빅토리아 여왕이 사망했을 때 빅토리아 동상이 새로 지어졌고 시내에는 당시 유행하였던 도시미화운동과 맞물려 빅토리아 공원이 조성되었다.
도시가 한창 팽창했던 베를린에는 프레스턴과 골트를 잇는 새로운 노면전차 노선인 골트, 프레스턴, 헤스플러 철도가 개통하였고, 이는 이후 그랜드강 철도로 이름이 바뀌었다. 1911년에는 전차가 헤스플러, 베를린과 워털루까지 이어졌다. 또한 1910년 10월 11일에 베를린은 온타리오주에서 처음으로 나이아가라 폭포에서 장거리 수력 발전 전력을 공급받은 도시가 되었다.

### 베를린이 키치너가 되다
1914년 2월, 베를린 시민들은 독일의 빌헬름 2세의 55번째 생일을 축하하였다. 이 당시만 해도 베를린은 "캐나다의 독일 수도"임을 자랑스러워하였지만, 1차 세계대전이 발발하면서 베를린의 전통에 대한 의문이 쏟아졌다. 1914년 8월 12일, 지역 신문인 《베를리너 저널》은 "유럽의 양대산맥인 두 제국이 무기를 들고 전쟁에 돌입하였다"며 독일계 주민들은 자신의 고국을 좋아할 수 있지만 영국의 초대를 받아 캐나다에 살고 있음을 잊지 말아야할 것이라고 경고하였다. 같은 해 8월 22일, 베를린 시민군들은 카이저의 흔적을 지우고자 빌헬름 동상을 절단하고 빅토리아 공원 연못으로 투척하였다. 또한 학교에서 독일어 수업이 중단되었고 이에 따라 지역 주민들의 반발을 샀다. 1918년 2월 8일, 베를린 상공회의소는 마을에 대한 좋지 않은 여론을 우려해 마을 이름을 바꿀 것을 제안하였다. 전시에 수많은 계약이 발주되었고 이에 따라 경제 성장을 도모할 수 있었지만 베를린이 영국에 대한 애국심을 보여주지 않는다면 모든 것을 잃을 수 있다는 우려도 있었다. 주정부는 처음에 망설였으나 이후 1916년 5월 19일에 주민투표를 발의하는 데 합의하였다. 주민투표 결과 도시명 변경에 대한 찬성이 과반을 조금 넘었고 이후 두 번째 주민투표에서 베를린이라는 이름을 1916년 9월 1일부터 키치너로 바꾸기로 결의하였다.

#### 관공서
1912년에 들어서서 베를린시청은 1869년에 제이컵 샨츠가 지은 이층 건물로 베를린 마을회관으로도 쓰였다. 이 건물은 도서관, 극장, 우체국, 전신국, 시장, 감옥 등 다양한 용도로 쓰였는데, 이 건물은 1924년에 철거하고 윌리엄 슈말트와 버날 존스가 설계한 고전적 부흥주의 양식과 건물 정면에 커다란 광장이 있는 신청사로 이전하였다. 1973년에 철거된 두 번째 청사는 오피스 건물과 쇼핑몰로 교체되었고 구 시청의 시계탑은 1995년 빅토리아 공원에 이전하였다. 이 건물은 1993년에 브루스 쿠와바라가 킹가에 지은 오늘날의 키치너 시청 건물로 이전하였다. 1993년에 신청사로 이전하기 전까지 키치너는 프레더릭가의 임시 청사를 임대하였다.

## 경제
키치너의 경제는 제조업이 주가 되었으며, 시 곳곳에 보이는 산업 유물은 워털루 지역의 산업 역사를 반증한다. 제조업의 지역 경제 비중은 예년에 비해 줄어들었지만 워털루 지역 인구의 17.5% 이상이 여전히 제조업에 종사하고 있고 캐나다에서 네 번째로 가장 큰 제조업 단지이기도 하다. 키치너에는 브릿지포트, 그랜드강 서쪽, 휴론, 랭캐스터 등 산업단지가 네 곳이 있다. 이 중에서 규모가 가장 큰 휴론 산업단지는 차량 좌석에서 가구까지 다양한 제조업체가 입주해있다.
키치너는 기존의 제조업에서 벗어나 금융, 보험, 디지털 미디어와 건강 과학과 같은 경제적 가치가 높은 신흥 산업에 주력하고 있다.
2004년부터 키치너는 침체된 구도심을 살리기 위해 도시재생계획을 발표했다. 도시재생의 일환으로 키치너는 지역 농민, 공예가, 식당들이 한데 모인 전통시장을 복원하였다. 키치너 전통시장은 캐나다에서 가장 오래된 전통시장 중 하나이다. 도시재생 계획은 2009년에도 계속되었는데, 이번에는 키치너의 주요 도로인 킹가에 초점을 두었다. 킹가는 인도가 확장되고 조명이 추가되었으며 커브를 낮추는 등 보행자에 친화적인 도로로 탈바꿈하였다.
2009년 봄에는 워털루 대학교 약대와 건강과학대 캠퍼스가 문을 열었고 이후 맥마스터 대학교도 워털루 약대 바로 옆에 약대 분교를 설치해 키치너의 건강과학 산업 발전에 적지 않은 기여를 하였다. 2020년 11월, 워털루 대학교는 키치너시와 결연하여 건강과학대 캠퍼스를 확장하는 데 합의하였다.
2007년에는 토론토의 부동산 개발업체인 캐던사가 가죽을 손질하는 공장이였던 랭 제혁소 건물을 1천만 달러에 매입하였다. 시의 지원을 받아 캐던은 건물을 오피스 건물로 탈바꿈하였고 이 제혁소 건물은 디지털 미디어 회사가 속속 입주하였다. 2011년에는 구글이 제혁소 건물에 입주하여 지메일 앱 개발에 투자하였다. 2020년 2월에 구글은 제혁소 맞은 편의 브레이소프트 블록 건물이 확장함에 따라 키치너 사무실을 확장하고 새로운 액셀러레이터를 발족할 계획을 발표하였다. 이와 동시에 2016년에 워털루 대학교가 후원하는 스타트업 허브인 벨로시티 가레지가 제혁소 건물로 이전하여 신규 창업 회사의 거점으로 발전하였다.
온타리오주는 2013년 3월 4일 키치너 시내 프레더릭가에 새로운 법원 청사를 건설하여 법원, 법무사를 포함한 법조계에 새로운 일자리를 창출할 것으로 예상된다.
한편 키치너 시내에는 기존 공장 건물이 고급 로프트나 기숙사로 바뀌었으며 2010년 9월에는 "시티 센터" 재개발 사업이 시작되었다. 이 재개발로 아파트, 상가, 공영 및 사립 주차장, 미술관과 고급 호텔이 입주하였다. 또한 애로우 의료 공장 터에는 로프트와 아파트로 이루어진 고급 고층아파트가 우뚝 솟아올랐다. 키치너 시내에는 고층 주상복합건물이 계속 올라가고 있으며 특히 2019년 6월에 아이온 경전철이 개통하면서 경전철 연선을 따라 부동산 개발이 계속해서 이루어지고 있다.

## 인구
2016년 캐나다 인구조사에 따르면 키치너의 인구는 233,222명으로 5년 전보다 6.4% 증가하였다. 1km2당 인구밀도는 1,705.2명이다. 키치너의 평균연령은 39세, 중위연령은 37.9세로 온타리오주의 41세, 41.3세보다 각각 2세, 3.4세 낮은 편이다.
키치너에는 총 92,220가구가 있으며 그 중 48.5%는 일반주택, 30.9%가 5층 미만의 연립주택, 14.5%가 5층 이상의 아파트에 거주하고 있는 것으로 파악되었다. 가구당 세대원 수는 2인 가구가 33.1%로 가장 많았으며 이후 1인 가구가 27%, 3인이 16.3%, 4인이 14.8%, 5인 이상이 8.6%를 차지하였다. 키치너 가구 전체의 62%가 주택을 소유하고 있으며 나머지 38%는 임대하고 있다.
만 15세 이상 키치너 주민의 47%는 기혼 상태였고 28.6%는 미혼, 9.6%는 사실혼, 6.3%는 이혼, 4.9%는 배우자를 사별하였고 3.3%는 배우자와 별거 상태이다. 2인 이상 가족 중에서 67.7%는 기혼 부부, 17.9%는 홀로 아이를 키우는 한부모이다. 또한 아이가 있는 가족은 전체 가족의 53.8%였고 그렇지 않은 가족은 46.1%를 차지하였다.
캐나다 공용어 중에서 영어만 아는 사람은 전체의 91.4%, 영어와 프랑스어를 둘 다 아는 사람은 6.4%, 둘 다 모르는 사람은 2.0%를 차지하였다. 모국어가 영어인 사람은 전체의 70.3%, 프랑스어는 1.2%에 해당하였다. 공용어가 아닌 언어로는 스페인어가 2.3%, 독일어가 1.9%, 루마니아어와 세르비아어가 각각 1.7%, 아랍어가 1.6%, 포르투갈어가 1.3%, 폴란드어가 1.2%, 베트남어와 중국 관화가 각각 1.0%를 차지하였다. 한편 한국어가 모국어인 사람은 전체 인구의 0.3%에 불과하였다.
키치너의 1인당 중간 소득은 2015년 기준 34,520달러이고, 주 32시간 이상 정규직에 종사한 사람들의 중간 소득은 51,710달러였다. 한편 가구별 중간 소득은 70,774달러였다. 키치너 인구의 13.7%는 저소득층으로 분류되며, 온타리오주의 14.4%보다 조금 낮은 편이다. 키치너의 실업률은 6.8%로 온타리오주의 7.4%보다 역시 낮은 편이다.
키치너 인구 전체의 92.9%는 캐나다 시민권자이고, 7%는 영주권자 및 임시 체류자이며, 키치너 인구의 72.1%는 캐나다에서 태어난 현지인이며 26.2%는 이민자, 1.5%는 영주권자가 아닌 임시 체류자이다. 이민 국가 중에서 가장 흔한 국가는 영국 (6.7%), 인도 (6.3%), 루마니아 (6.0%), 보스니아 헤르체고비나 (4.3%), 폴란드 (4.1%), 독일 (4.0%) 순서였다. 키치너 주민 전체의 50.4%는 이민 3세대 이상이며, 21.2%는 이민 2세대, 28.2%는 이민 1세대인 것으로 파악되었다.
인종별로는 78.1%는 백인이며 남아시아인 4.9%, 흑인 4.1%, 라티노 2.5%, 동남아시아인 2.2%, 중국인 2.0%, 아랍인 1.8%, 서아시아인 1.1%, 필리핀인 0.6%, 한국인 0.4%, 일본인 0.1% 순이다. 민족별로는 캐나다인 23.6%, 독일인 22.1%, 잉글랜드인 21.0%, 아일랜드인 16.3%, 스코틀랜드인 16.1%, 프랑스인 9.0%, 폴란드인 5.4%, 네덜란드인 4.2%, 동인도인 3.6%, 이탈리아인 3.3% 순서였다.
학력별로는 18.5%가 고졸 미만이며, 29.0%는 고졸, 22.0%는 전문대, 15.0%는 4년제 대학 학사, 4.4%는 석사, 0.8%는 박사과정을 이수하였다.

## 정부
키치너는 시장과 지역구를 대표하는 시의원 10명으로 이루어져있다. 시의회는 정책과 의사 결정, 도시의 운영 및 성과 모니터링, 예산 분석, 승인, 지출 우선순위 결정에 대한 책임을 맡고 있으며, 각 지역구별로 주민들은 시의원을 한 명씩 선출하고 시장과 시의원은 4년에 한 번씩 10월 말에 지방선거를 통해 선출된다.
키치너는 워털루 지방자치구에 속해있으며 지방자치구는 소방, 경찰, 폐기물 관리, 공중보건, 대중교통, 레크리에이션, 도시계획, 도로, 사회복지 등 다양한 업무를 수행한다. 키치너 주민들은 시장과 더불어 시 전체를 대표하는 지역의원 4명을 선출하여 워털루 지방자치구의회에 선출직으로 키치너를 대표한다.
키치너시장은 베리 브르바노비치 (Berry Vrbanovic)로 1994년부터 2014년까지 키치너 시의원을 맡았고 1999년 온타리오주 총선 당시 온타리오주 자유당 소속으로 키치너 센터 지역구 후보에 출마하였으나 진보보수당의 웨인 웨트로퍼에 낙선하였다. 이후 2014년 지방선거에서 키치너 시장으로 당선되었고 2018년에 재선하였다.
키치너를 대표하는 온타리오 주의원은 세 명이 있으며 키치너 센터 지역구는 진보 성향인 신민주당의 로라 매 린도가 2018년 선거 당시 중진 성향의 자유당 의원 다이앤 버닐 대신 당선되었다. 키치너 코네스토가 지역구는 중도보수 성향인 진보보수당의 마이크 해리스 주니어가 2018년에 당선되었고, 워털루 지역구는 신민주당의 캐서린 파이프가 2012년과 2014년에 이어 2018년에 3선에 성공하였다.
연방 하원의원은 총 네 명이 있으며 키치너 센터 지역구는 자유당의 라주 사이니가 2015년에 이어 2019년 재선에 성공하였고, 키치너 코네스토가 지역구는 자유당의 톰 루이스가 보수당 4선 의원 해롤드 알브레히트를 뒤집고 새로 당선되었고, 키치너 사우스 헤스플러 지역구는 자유당의 마완 타바라가 2019년 재선에 성공했지만 2020년 4월에 폭행 및 주거침입 등의 혐의로 체포되어 6월에 자유당에서 탈당하여 현재는 무소속 의원으로 재임 중이다. 또한 워털루 지역구는 자유당의 바디시 채거가 2019년 재선에 성공하였고 2019년 11월부터 다양성, 포용 및 청소년부 장관으로 역임하고 있다.

## 교육
키치너에 있는 교육 시설은 아래와 같다.

### 대학교 및 전문대학
- 코네스토가 공과 및 전문교육대학 (Conestoga College Institute of Technology and Advanced Learning)
- 워털루 대학교 약과대학
- 맥마스터 대학교 마이클 G. 디그루트 약과대학
- 에마누엘 성경대학 (Emmanuel Bible College)

### 고등학교
- 그랜드리버 고등학교 (Grand River Collegiate Institute)
- 이스트우드 고등학교 (Eastwood Collegiate Institute)
- 캐머런하이츠 고등학교 (Cameron Heights Collegiate Institute)
- 키치너 워털루 고등 및 직업학교 (Kitchener-Waterloo Collegiate & Vocational School)
- 포레스트하이츠 고등학교 (Forest Heights Collegiate Institute)
- 휴론하이츠 고등학교 (Huron Heights Secondary School)

- 부활 가톨릭 고등학교 (Resurrection Catholic Secondary School)
- 성 돈 보스코 가톨릭 고등학교 (St. Don Bosco Catholic Secondary School) 키치너 캠퍼스
- 성모고등학교 (St. Mary's High School)

- 다비드 생자크 고등학교 (École secondaire David-Saint-Jacques)

- 블리스 아카데미 워털루 (Blyth Academy Waterloo)
- 학자의 전당 (Scholars' Hall)

### 초등학교
- A. R. 코프먼 공립학교 (A. R. Kaufman Public School)
- J. F. 카마이클 공립학교 (J. F. Carmichael Public School)
- J. W. 거스 공립학교 (J. W. Gerth Public School)
- W. T. 타운센드 공립학교 (W. T. Townshend Public School)
- 그로 공립학교 (Groh Public School)
- 글렌케언 공립학교 (Glencairn Public School)
- 둔 공립학교 (Doon Public School)
- 드리프트우드 공립학교 (Driftwood Public School)
- 래크너우즈 공립학교 (Lackner Woods Public School)
- 로렌시안 시니어 공립학교 (Laurentian Senior Public School)
- 로즈마운트 공립학교 (Rosemount Public School)
- 록웨이 공립학교 (Rockway Public School)
- 마거릿 애비뉴 시니어 공립학교 (Margaret Avenue Senior Public School)
- 메도우레인 공립학교 (Meadowlane Public School)
- 매켄지 킹 공립학교 (Mackenzie King Public School)
- 브릿지포트 공립학교 (Bridgeport Public School)
- 사우스리지 공립학교 (Southridge Public School)
- 샌드힐스 공립학교 (Sandhills Public School)
- 서니사이드 시니어 공립학교 (Sunnyside Senior Public School)
- 서대비 공립학교 (Suddaby Public School)
- 셰퍼드 공립학교 (Sheppard Public School)
- 스미스슨 공립학교 (Smithson Public School)
- 스탠리파크 시니어 공립학교 (Stanley Park Senior Public School)
- 알파인 공립학교 (Alpine Public School)
- 웨스트마운트 공립학교 (Westmount Public School)
- 웨스트하이츠 공립학교 (Westheights Public School)
- 윌리엄스버그 공립학교 (Williamsburg Public School)
- 윌슨 애비뉴 공립학교 (Wilson Avenue Public School)
- 자넷 메트칼프 공립학교 (Janet Metcalfe Public School)
- 존 달링 공립학교 (John Darling Public School)
- 진 스테클 공립학교 (Jean Steckle Public School)
- 치코피힐스 공립학교 (Chicopee Hills Public School)
- 컨츄리힐스 공립학교 (Country Hills Public School)
- 코트랜드 시니어 공립학교 (Courtland Senior Public School)
- 퀸 엘리자베스 공립학교 (Queen Elizabeth Public School)
- 퀸스마운트 시니어 공립학교 (Queensmount Senior Public School)
- 크레스트뷰 공립학교 (Crestview Public School)
- 킹 에드워드 공립학교 (King Edward Public School)
- 트릴리움 공립학교 (Trillium Public School)
- 파이어니어파크 공립학교 (Pioneer Park Public School)
- 포레스트힐 공립학교 (Forest Hill Public School)
- 프랭클린 공립학교 (Franklin Public School)
- 프뤼터 공립학교 (Prueter Public School)
- 하워드 로버트슨 공립학교 (Howard Robertson Public School)

- 몬시뇨르 R. M. 홀러 가톨릭 초등학교 (Monsignor R.M. Haller Catholic Elementary School)
- 성 알로이시오 가톨릭 초등학교 (St. Aloysius C.E.S.)
- 성 요한 바오로 2세 가톨릭 초등학교 (Saint John Paul II C.E.S.)
- 성녀 베르나데타 가톨릭 초등학교 (St. Bernadette C.E.S)
- 성녀 안나 가톨릭 초등학교 (St. Anne C.E.S) 키치너 캠퍼스
- 은혜의 성모님 가톨릭 초등학교 (Our Lady of Grace C.E.S.)
- 존 스위니 가톨릭 초등학교 (John Sweeney C.E.S.)
- 축복받은 성사 가톨릭 초등학교 (Blessed Sacrament C.E.S.)
- 캐나다의 순교자 가톨릭 초등학교 (Canadian Martyrs C.E.S.)

- 성모 엘리자베스 브뤼예르 가톨릭 초등학교 (École élémentaire catholique Mère-Élisabeth-Bruyère)

- AIM KW 학교
- 로렌션힐스 기독교학교 (Laurentian Hills Christian School)
- 록웨이 메노파학교 (Rockway Mennonite Collegiate)
- 버리데이아 고전기독교학교 (Verideia Classical Christian Academy)
- 원포레스트 몬테소리 학교 (One Forest Montessori School)
- 선샤인 몬테소리 학교 (Sunshine Montessori School)
- 성 유다 학교 (St. Judes School)
- 카르멜 신교회학교 (Carmel New Church School)
- 키치너 워털루 몬테소리 학교 (Kitchener Waterloo Montessori School)
- 파운데이션 기독교학교 (Foundation Christian School)
- 패스웨이스 교육시설 (Pathways Educational Services) 키치너 캠퍼스

## 의료
병원 치료는 키치너에 있는 프리포트 병동과 성모종합병원으로 이루어진 그랜드강 병원과 케임브리지에 위치해있는 케임브리지 기념병원에서 받을 수 있다. 세 병원 모두 2017-18년 당시 안전성을 보장받은 병원이지만 대기 시간이 비교적 긴 편이다. 장기요양 시설은 키치너 곳곳에 구비되어있다.
그랜드강 병원은 병상이 665개 있고 1995년에 그랜드강 병원으로 통합된 프리포트 병동은 기존에 결핵 요양원과 말기 질환자를 위한 수용시설로 지어졌으나 지속적인 복합 치료, 재활, 정신 건강은 물론 완화의료 등을 담당한다. 킹가에 있는 병동은 2003년에 개장한 그랜드강 지역암센터가 위치해있다. 성모종합병원에는 단기 치료를 위한 성인 병상 150개가 있고 병원 내 지역심장치료센터에는 심혈관 수술실 두 곳, 심혈관 중환자실 병상 8개와 입원용 침대 45개가 구비되어있다. 2018년 말에 케임브리지 기념병원은 병상 수가 143개였는데 병원 확장 공사가 2021년에 완공되는 대로 병상이 54대 늘어나고 응급실 규모가 두 배로 늘어나게 된다.
워털루 지역의 주치의는 부족한 편이며 이에 따라 시민들이 우려를 표하고 있다. 지난 십여 년 동안 워털루 지역에 주치의를 영입하려는 노력이 계속되면서 주치의 수는 늘어났지만 여전히 증원이 필요하다.
2009년에 완공된 맥마스터 대학교 워털루 지역 캠퍼스에는 기술실 4개와 관찰실 2개로 이루어진 임상연구실, 원격 회의가 가능한 교실, 해부학연구실도 지어졌다. 워털루 캠퍼스에는 약대는 물론 가정의학과와 검안학과도 상주해있다.

## 문화
키치너의 문화 행사로는 키치너 지역 현대미술포럼 (CAFKA), 오픈 이어스 축제, 임팩트 연극 축제, 다문화 축제, 키치너 블루스 축제, 키즈파크 등 대중들이 무료로 참석할 수 있는 행사들이 주를 이룬다. 키치너에는 또한 호머 왓슨 하우스 & 갤러리, 키치너 워털루 미술관, 더뮤지엄 (THEMUSEUM), JM 드라마, 센터 인 더 스퀘어 등 다양한 미술관이 있다. 또한 시에는 워털루 지역 아동박물관과 둔 전통마을 등 지역 박물관이 두 곳이 있다.
공연 및 콘서트장은 센터 인 더 스퀘어나 오드 (The Aud) 등에서 진행되고 키치너 공영도서관은 도시 문화의 보루이기도 하다. 키치너는 또한 버스티드 플랫과 같이 지역 음악가들을 선보이는 음반업체도 있다.

### 키치너 워털루 시월제
키치너 워털루의 시월제 (Oktoberfest)는 1969년부터 매년 9일 동안 진행되는 축제이다. 독일 뮌헨에서 유래한 이 축제는 캐나다 최대 규모의 바이에른 축제로 매년 10월 캐나다 추수감사절 전 금요일부터 시작해 추수감사절 이후 토요일까지 진행된다.
시월제는 대부분 맥주 위주로 진행되지만 다른 가족 및 문화 행사도 시월제 기간에 진행된다. 시월제에서 가장 중요한 행사는 추수감사절에 열리는 시월제 추수감사절 퍼레이드로 캐나다에서 추수감사절에 열리는 유일한 행진이기도 하다. 또다른 행사는 축제 홍보대사를 뽑는 미스 옥토버페스트로 지역 주민들로 구성된 심사위원들이 지역사회 공헌 및 개인의 성격을 토대로 홍보대사를 선출한다.
2020년 코로나19의 여파에도 불구하고 시월제는 정상 개최하였으며 지난 해와는 달리 3주에 걸쳐 주말에 소규모 행사를 진행하였다.

### 영화와 음악
캐나다의 시트콤이였던 《댄을 시장으로》 (Dan for Mayor)에서 온타리오주의 허구 도시인 웨섹스가 키치너와 워털루를 무대로 촬영되었다.
동네 포크 단체인 디스트로이 올 로보츠 (Destory All Robots)는 고향인 키치너를 기념하는 《Battle Hymn of the City of Kitchener, Ontario》를 발매하였다.

### 키치너 블루스 축제
키치너 블루스 축제는 키치너 시내에서 나흘 동안 열리는 블루스 음악 축제로 매년 8월 주립 공휴일 다음 주말에 열린다. 블루스 축제는 공연장 네 곳과 워크숍 무대 두 곳에 걸쳐 총 90차례의 공연이 이루어진다. 2020년에 블루스 축제는 정상 개최할 수 없었으나 키치너의 식당 곳곳에서 《트루 블루 서머 시리즈》 (True Blue Summer Series)로 다채로운 공연이 개최되었다.

### 키치너 워털루 다문화 축제
키치너 워털루 다문화 축제는 매년 여름 첫 주말에 빅토리아 공원에서 이틀 동안 열리는 축제로, 키치너 워털루 다문화센터에서 개최하는 이 행사는 전세계 곳곳의 음식, 전통 무용, 음악을 한데 이끄는 축제로 전세계의 공예품도 판매한다. 40년 넘게 개최된 이 축제는 수만 명이 참석한다.

### 쿨트룬 세계음악축제
쿨트룬은 매년 7월에 빅토리아 공원에서 열리는 세계음악, 음식, 문화 및 예술 축제로 다양한 문화의 음악이 두 무대에서 개최되며 공원 나머지에는 각종 공예품과 기념품 등을 판매한다. 이 축제에는 다양한 세계 음식을 맛볼 수 있는 푸드트럭이 한데 모인다.

### 성소수자 축제
키치너 워털루 지역에는 성소수자 축제로는 트라이프라이드 (tri-Pride)와 레인보우 릴스 퀴어 및 트랜스젠더 영화축제 (Rainbow Reels Queer and Trans Film Festival)가 개최된다. 대부분의 성소수자 축제와는 달리 트라이프라이드는 행진이 없고 대신 마지막 주말에 음악축제 행사를 개최한다.

## 여가
키치너에서 가장 오래된 야외 공원은 빅토리아 공원으로 다채로운 행사와 축제가 이 공원에서 개최된다. 빅토리아 여왕 동상과 대포가 빅토리아 공원에 설치되어있으며 이 동상은 여왕이 서거한 지 10년이 지난 1911년, 여왕의 생일을 맞아 동상이 설치되었다.
키치너의 또다른 여가 명소로는 록웨이 정원을 들 수 있는데, 록웨이 골프클럽 근처에 있는 이 정원은 킹가를 따라 코네스토가 파크웨이까지 이어지는 구간에 분수대, 연못, 폭포 등이 있으며, 여름에 결혼사진으로 많이 찾는 명소이기도 하다.
키치너는 방대한 산책로가 있는데 시에서 관리하는 이 산책로는 총 길이가 수백 킬로미터에 달한다. 키치너가 그랜드강에 인접하기 때문에 산책로 대부분은 강과 인접해있다. 산책로가 그랜드강과 가까운 관계로 도시의 자연을 만끽하려는 관광객과 지역 주민들이 많이 찾는 편이다.
키치너 남쪽 끝에 새로 조성된 공원인 맥레넌 공원에는 비치발리볼과 농구장, 산악자전거 공원과 스케이트장, 애견 공원과 산책로와 썰매장이 있다.
1934년에 개장한 치코피 스키장 또한 키치너 남동쪽에 위치해있다.

## 교통

### 도로 교통
키치너는 1960년대에 주정부가 워털루 지역을 관통하는 주요 고속도로인 코네스토가 파크웨이를 건설하면서 교통망에 적극 투자하고 관심을 보였다. 키치너와 워털루를 북동쪽에서 남서쪽으로 잇는 이 고속도로는 8번 고속도로를 통해 401번 고속도로로 연결된다. 코네스토가 파크웨이는 도로 번호로 온타리오주 고속도로 7호선과 8호선을 부여받았으며 킹가는 남쪽으로 코네스토가를 만나면 8번 고속도로가 되고 401번 고속도로로 이어지지만 올드킹가는 프리포트를 따라 케임브리지의 프레스턴 지역까지 이어진다. 파크웨이가 지어지기 전에 베이든을 경유하는 하이랜드 로드가 스트랫퍼드까지 이어졌다.
빅토리아가는 궬프로 이어지는 주요 도로이지만 웰링턴가 출구부터 궬프까지 나란히 달리는 고속도로가 새로 개통할 예정이다.
키치너의 남쪽 끝으로 지나는 401번 고속도로는 두 개의 출구가 있는데 401번과 8번 고속도로가 만나는 주요 출구와 더불어 호머 왓슨 블루버드에 출구가 하나 더 있다. 8번 고속도로의 정체를 줄이기 위해 키치너 서쪽에 한창 개발이 이루어지고 있는 트러슬러 로드에 새로운 출구를 내는 방안이 제기되었다. 이 방안은 워털루 지역 정부가 지지하지만 온타리오주 교통부 측은 트러슬러 로드에 새로운 출구를 낼 의향이 아직까지 없다.

### 대중교통
2000년부터 워털루 지역의 대중교통은 그랜드강 교통 (Grand River Transit)이 운행하고 있으며 기존의 케임브리지 교통과 키치너 교통을 통합한 대중교통 기관이다. GRT는 키치너에 몇몇 버스 노선을 운행하며 워털루로 이어지는 버스 노선이 다수 있으며 케임브리지까지 이어지는 노선이 두 개 있다. 2005년 9월에는 GRT가 새로운 급행버스인 익스프레스 (iXpress)를 케임브리지 시내에서 워털루 북쪽까지 운행을 개시하였다.
2009년 10월 31일부터 GO 트랜싯은 키치너의 찰스가 터미널에서 미시소가의 스퀘어원 버스 터미널까지 매일 버스 운행을 개시했고 2011년 12월 19일부터는 키치너역에서 토론토 유니언역까지 평일 출퇴근 시간대에 통근열차가 운행하게 되었다. 이에 따라 기존의 조지타운선으로 알려졌던 이 통근열차 노선은 키치너 연장과 동시에 키치너선으로 이름이 변경되었다.

#### 경전철
2011년 6월, 워털루 지역의회는 워털루 북쪽의 코네스토가 몰에서 키치너 남쪽의 페어뷰파크 몰까지 경전철 노선을 짓는 방안을 승인하였으며, 이는 케임브리지의 골트 지역까지 이어지는 급행 버스와 연계해 운행하게 되었다. 1단계 구간이 개통하면 아이온 경전철은 키치너와 워털루를 남북으로 잇게 되었다.
경전철 1단계 구간은 2014년 8월에 착공하였고 2017년 개통을 앞두고 있었다. 2016년까지 대부분의 선로가 놓였고 차량기지 및 지하 상수도관 공사 작업은 다 마무리되었다. 하지만 봄바디어 트랜스포테이숀에서 전동차 생산과 수주가 늦어지면서 개통 예정 시기는 2018년 초로 미루어졌다. 2017년 2월 당시 전동차 한 대만 시험용으로 도착하였다.
하지만 전동차 수주는 계속 지연되었다. 2018년 4월에 경전철 개통일이 2018년 12월로 미루어졌고 차량 검사에 지연을 거듭하면서 경전철 1단계 구간은 2019년 6월 21일에 개통하였다.
키치너에서 케임브리지의 골트 지역까지 이어지는 2단계 구간은 2015년 11월부터 2019년 11월까지 다섯 차례의 공청회를 통해 2019년 11월 워털루 지역의회에서 최종 노선을 확정하였다. 2단계 연장은 아직까지 계획 초기 단계에 있으며 빨라도 2028년에 개통할 것으로 보인다. 2019년 10월 기준 2단계 연장 구간 공사 비용은 13억 6천만 달러로 추산되었다.

### 철도
키치너를 지나는 주요 철도 노선은 캐나다 내셔널 철도 (CN) 및 메트로링스의 궬프선으로, 키치너 시내 북쪽을 동서로 가로지른다. 1856년에 그랜드 트렁크 철도가 지었던 이 노선은 그레이트 웨스턴 철도를 인수하고 나서 키치너를 지나는 본선은 북부 본선으로, 브랜트퍼드와 런던, 토론토를 잇는 노선은 남부 본선으로 일컬었다. 동쪽으로부터 워털루 지선이 본선에서 갈라져 워털루 방향인 북쪽으로 이어지고 이후 엘마이라까지 이어진다. 이 지선은 CN이 소유하였으나 워털루 지역 정부로 소유권이 넘어갔고 단선 화물철도 회사인 고드리치 엑시터 철도 (GEXR)에 운영권을 임대하였다.
키치너역은 워털루 지선 분기점에서 서쪽으로 약간 떨어져있는 지점에 위치해있다. 현 역사는 1897년에 지어졌으며 캐나다의 여객철도를 운행하는 공기업인 VIA 철도가 운행하고 있다. VIA 철도의 코리더 여객열차와 GO 트랜싯 키치너선 통근열차가 이 역에 정차하며 키치너선 열차는 이 역에 종착한다. VIA 철도는 2020년 10월 27일부터 토론토-런던-사니아 구간 열차를 양방향 하루 한 대씩 운행한다. GO 트랜싯 열차는 2011년 기존의 조지타운에서 키치너역으로 종점이 연장되었다. 처음에는 하루 양방향 2회씩 운행했던 키치너선 열차는 운행 횟수는 점차 늘어나 2020년 초에는 유니언 방면 8대, 키치너 방면 7대로 늘어났으며 2020년 12월 현재 코로나19의 여파로 운행 횟수가 줄어들어 하루 양방향 3대씩 운행하고 있다. 늘어나는 열차 운행 횟수를 감당하기 위해 메트로링스는 2017년 셜리 애비뉴에 주박시설을 지어 기존에 초과 상태에 이르렀던 주박시설 대용으로 쓰기 시작하였다.
키치너가 토론토로 자주 운행하는 GO 트랜싯의 통근열차와 버스로 수혜를 받는 한편 VIA 철도는 수년 동안 바뀐 게 없었다. 토론토에서 브랜트퍼드를 경유해 런던까지 이어지는 남부 본선은 이미 상당 구간 복선전철화로 기차가 자주 운행하는 방면 북부 본선은 제자리걸음이였다. 2017년, 온타리오주 자유당 정부는 윈저에서 키치너를 경유해 토론토까지 잇는 고속철도 건설계획안을 제시하였다. 이에 따라 온타리오주 남서부의 주요 도시는 물론 토론토 피어슨 국제공항까지 소요시간이 많이 줄고 토론토 시내까지 48분만에 주파할 수 있을 것으로 예상하였다. 하지만 보수 성향의 진보보수당 정부가 당선되면서 고속철도 건설 사업은 잠정 중단되었다.
키치너로 수송되는 화물 철도는 고드리치 엑시터 철도와 캐나다 태평양 철도가 운행 중이며 이 철도는 키치너 남부 지역의 산업단지에 화물을 대거 실어나른다.

### 항공
키치너에서 가장 가까운 공항은 브레슬로에 있는 워털루 지역 국제공항으로 키치너 시내에서 12km가량 동쪽으로 떨어져있다. 이 공항은 사용 빈도가 높은 범용 항공 비행장이지만 항공사들이 정기적으로 여객을 실어나르지는 않는다. 웨스트제트가 연중 캘거리까지 운항한다. 키치너의 승객 대부분은 토론토 피어슨 국제공항 또는 존 C. 먼로 해밀턴 국제공항을 이용한다. 키치너 시내에는 인근 병원으로 응급환자를 실어나르는 헬리패드가 있다.

## 스포츠
키치너에는 캐나다 프로농구 리그인 NBL 캐나다 팀인 KW 타이탄스가 키치너 메모리얼 오디토리움 콤플렉스에서 상주해있다. 그 외에도 온타리오 하키 리그의 키치너 레인저스 또한 메모리얼 오디토리움을, 인터카운티 베이스볼 리그의 키치너 팬터스는 제이 카우치 공원을, OLA 주니어 A 라크로스 리그의 키치너 워털루 브레이브스는 킨스먼 아레나를 주경기장으로 쓰고 있다.